# Pépinière du Roule
 (juin 2025).

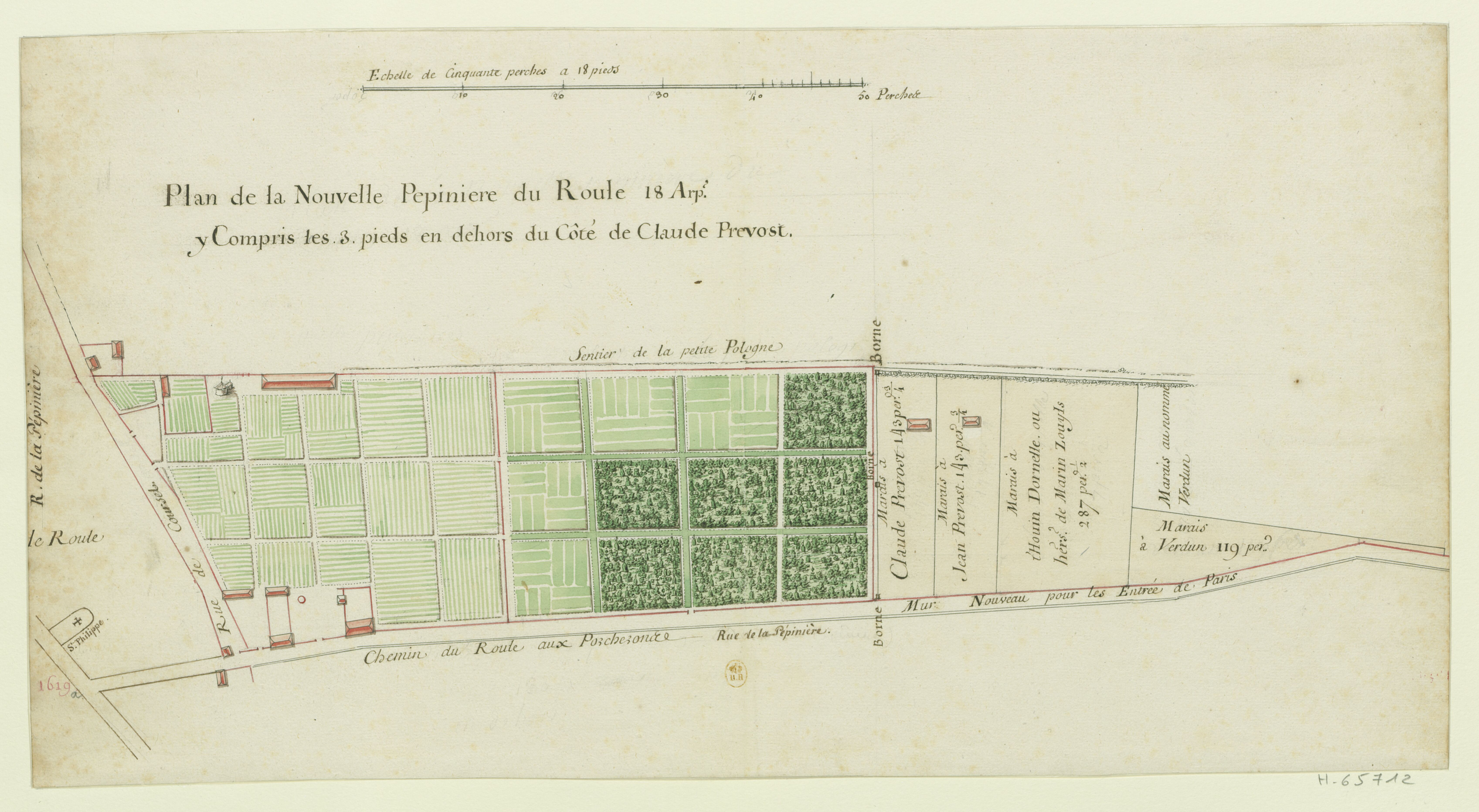
Plan de la deuxième pépinière en 1720

La pépinière du Roule était un établissement horticole situé à Paris, en activité de 1620 à 1828. Créée dans le but de centraliser la production de plants et d’arbres pour les besoins de la monarchie, elle joua un rôle essentiel dans les politiques de reboisement, d’embellissement urbain et d'acclimatation végétale. Disparue au début du XIXe siècle, elle a contribué à structurer le quartier du Roule, dans l’actuel 8e arrondissement de Paris.

## Installation

### La première pépinière (1620-1720)
Les origines de la pépinière remontent à 1620, lorsque Claude Mollet, jardinier du roi, y planta environ 20 000 arbres. Formellement installée en 1669 à l'extérieur de la ville, au sein d’un territoire encore rural, elle fut conçue comme un espace de production destiné aux jardins royaux, en particulier les Tuileries. Son créateur, Gilles Loistron, dit Ballon, en fut le premier directeur jusqu'en 1693. Durant la seconde moitié du XVIIe siècle, elle occupait 29 arpents (environ 10 hectares), entre l’actuelle avenue des Champs-Élysées, la rue La Boétie et la rue du Faubourg-Saint-Honoré. Cette première pépinière était cependant concurrencée dès les années 1670 par l’essor de grands établissements horticoles royaux, notamment celui de Versailles, qui disposait de surfaces beaucoup plus étendues (46 hectares en 1672). En 1720, le contrôleur général des Finances John Law proposa d’affecter les terrains de la pépinière à un autre usage, en l’occurrence l’établissement d’un nouvel Hôtel des Monnaies. Cette proposition, qu’elle soit cause ou conséquence, entraîna le démantèlement progressif de l’établissement initial et le transfert de ses activités vers un autre site situé plus au nord, de l’autre côté de la rue du Faubourg Saint-Honoré.

### La deuxième pépinière et la Maison du directeur (1720-1828)
À la suite de la désaffectation de la première pépinière, un nouvel établissement fut créé en 1720 sur un ensemble de terrains situés entre les actuelles rues de Courcelles et de Miromesnil, le long de la rue La Boétie. La « nouvelle » pépinière du Roule couvrait environ 18 arpents et 15 perches (un peu plus de 6 hectares), répartis entre plusieurs entités foncières. Quatre arpents 58 perches appartenaient au domaine royal, tandis que 5 arpents furent loués à l’abbaye Saint-Victor pour un loyer de 200 livres, et 8 arpents 75 perches furent acquis de la fabrique paroissiale de Saint-Philippe du Roule pour la somme de 45 000 livres. Le contrat d’achat de cette dernière comprenait également la compensation d’une rente annuelle de 393 livres due à des familles de paysans occupant les lieux depuis 1698.
L'établissement comprenait des serres, une orangerie, une glacière, un logement et plusieurs parcelles destinées à la culture d’espèces variées (ormes, sycomores, marronniers, etc.). Une troisième entité, souvent désignée comme « Maison du directeur », fut probablement installée dès 1720 entre les rues du Faubourg Saint-Honoré et de Courcelles.

## Démantèlement

### Menace de suppression à la Révolution
À partir de 1793, la pépinière du Roule fut menacée de vente comme bien national. Un panneau annonçant sa mise en vente fut apposé par l’administration des Domaines. Le transfert progressif des végétaux de la pépinière et la vente de ses terrains auraient dû permettre le financement du nouveau Muséum national d’histoire naturelle, pensé comme centre de la recherche botanique française. Le botaniste André Thouin s’opposa à cette mesure dans un rapport adressé à la Commission des arts, soulignant l’intérêt scientifique et utilitaire de l’établissement, seul en son genre pour l’acclimatation d’espèces exotiques. Le 5 avril 1794 (16 germinal an II), la Convention nationale suspendit la vente et confia provisoirement la gestion de la pépinière au botaniste Pierre-Charles Nolin (1717–1796). Par arrêté du Directoire du 9 floréal an IV (29 avril 1796), la pépinière fut retirée définitivement des domaines à vendre et maintenue comme service public sous la tutelle du ministère de l’Intérieur. La direction fut successivement assurée par Nolin, puis par son neveu Louis de Lézermes (1754–1807) jusqu’en 1807.

### Démantèlement de la première pépinière (1720-1789)
Après le transfert de la pépinière royale vers un nouveau site en 1720, les 29 arpents de la première pépinière du Roule firent l’objet de projets de réaffectation. Le projet de John Law d'établir un nouvel Hôtel des Monnaies, dont les plans furent dressés par l’architecte Dulin, fut abandonné en 1721. En 1722, le terrain fut concédé à vie à Jean-François Regnard, puis à son frère Mendès pour vingt ans à compter de 1742, moyennant 14 000 livres. En 1757, le duc de La Vrillière obtint la jouissance du terrain à l’expiration du bail de Mendès, avec l’intention de le diviser et de le lotir. En 1764, une partie des terrains fut cédée à la marquise de Langeac, puis vendue entre 1772 et 1778 au comte d’Artois, frère de Louis XVI. Ce dernier fit ériger en 1778 un fief d’Artois de 28 arpents sur les anciens terrains de la pépinière, dans le but d’y créer un quartier résidentiel nommé quartier Louis-le-Grand. Plusieurs rues furent tracées (Ponthieu, Neuve-de-Berri, d’Angoulême, Neuve-de-Poitiers), et des écuries construites en 1781 sur l’arpent de chef-lieu. Le projet, ambitieux, échoua en grande partie, faute d’acheteurs. À la Révolution, les biens du comte d’Artois furent confisqués, liquidés et adjugés par lots.

### Démantèlement de la seconde pépinière (1772-1828)
Le démantèlement de la seconde pépinière du Roule s’est déroulé par étapes successives dès 1772, sous l’effet de la pression foncière croissante dans l’ouest parisien. Une première parcelle de cinq arpents, propriété de l’abbaye de Saint-Victor, fut soustraite à la pépinière à la suite d’un échange foncier conclu avec un groupe de spéculateurs dirigé par François Le Roy de Senneville. Cette opération entraîna l’ouverture de nouvelles rues (dont l’actuelle rue Miromesnil) et la construction d’hôtels particuliers.

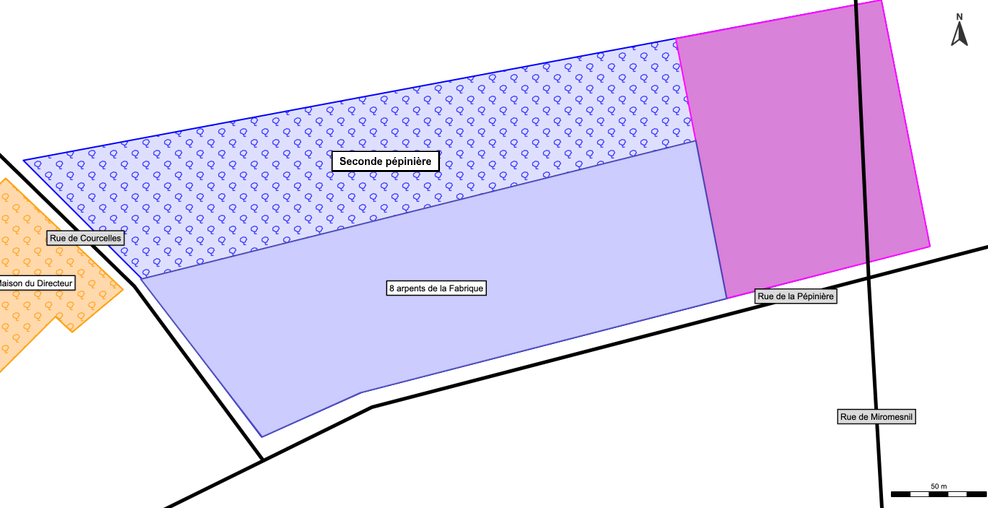
Le deuxième démembrement de 1783 des terrains de la Fabrique

Parallèlement, les terrains loués à la fabrique de Saint-Philippe du Roule firent l’objet de litiges : leur restitution fut accordée en 1777 sous condition de remboursement à l’État. Après plusieurs reventes successives et des procédures conflictuelles, ces parcelles furent acquises à la veille de la Révolution par Jean-Baptiste Bouret de Vézelay, devenu l’un des principaux propriétaires du quartier. Ses héritiers cédèrent en 1811 plusieurs lots à la ville de Paris pour y établir les Abattoirs du Roule, ouverts en 1818.
La dernière phase du démantèlement s’ouvre en 1825 avec une pétition locale réclamant la suppression de la pépinière au profit d’un marché et d’une nouvelle rue. Le directeur, Aubert du Petit-Thouars, s’y opposa par une série de mémoires, défendant l’utilité scientifique de l’établissement. Néanmoins, une ordonnance royale du 24 décembre 1826 ordonna sa suppression. Les terrains furent transférés au ministère des Finances, les cultures arrêtées dès janvier 1827, et la liquidation achevée en novembre 1828.
Aubert du Petit-Thouars, évincé sans instructions claires sur le sort des plantes et équipements, tenta de retarder le démantèlement. Malgré sa protestation, les végétaux furent arrachés et le matériel saisi. Une proposition de reconversion des terrains à la culture du mûrier pour relancer la sériciculture échoua. L’ancien directeur, indemnisé d’une rente, conserva un logement dans l’ancienne Maison du directeur jusqu’à sa mort en 1831.

## Héritage
La pépinière du Roule n’a laissé que peu de traces visibles dans le paysage parisien. Le quartier du Faubourg-du-Roule, structuré au XVIIIe siècle autour de ses terrains, conserve quelques souvenirs toponymiques, notamment la rue de la Pépinière. Aucun vestige architectural n’a subsisté, et l’histoire de cet établissement est aujourd’hui largement oubliée, en dépit de son rôle dans la construction du paysage végétal parisien moderne.